# Assembly (álbum)
Assembly es el quinto álbum de estudio de la banda gótica noruega Theatre of Tragedy, publicado el 16 de abril de 2002. Fua lanzado bajo el sello Nuclear Blast y grabado en el Karillo and MD Studios, bajo la producción del finlandés Hiili Hiilesmaa, vocalista de The Skreppers, y conocido por su participación con agrupaciones de su país como Apocalyptica y HIM, así como con Moonspell.
La cubierta fue diseñada por Thomas Ewerhard, responsible también de las de Storm (2006) y Forever Is the World (2009).
Es el último disco en participar al frente con la cantante Liv Kristine, y con él se tomaron un largo descanso de más de cuatro años fuera de los estudios de grabación.

## Música
“Assembly” sigue una dirección estilo muy cercana a la de su antecesor, “Musique”. Con un estilo decididamente de metal electrónico, según algunos críticos, el álbum se asemeja a un método de sonido descrito como escuchar a “Siouxsie & the Banshees atascado con Ace of Base” .
Una característica notable es la historia de las letras con respecto al previo'. Las canciones se enfocan más en la gente que en la tecnología, con piezas como ”Play” y “Let You Down”. La temática moderna se enfatiza aún más en “Automatic Lover” que refiere a la vida nocturna moderna y con ”Universal Race” que hace alusión a viajes espaciales como una metáfora a una relación sexual. 

## Lista de canciones
Todas las canciones escritas y compuestas por Theatre of Tragedy, excepto "You Keep Me Hanging On" por Holland–Dozier–Holland.

| N.º | Título                                                       | Duración |  |
| 1.  | «Automatic Lover»                                            | 04:26    |  |
| 2.  | «Universal Race»                                             | 03:30    |  |
| 3.  | «Episode»                                                    | 03:34    |  |
| 4.  | «Play»                                                       | 03:25    |  |
| 5.  | «Superdrive»                                                 | 03:48    |  |
| 6.  | «Let You Down»                                               | 02:56    |  |
| 7.  | «Starlit»                                                    | 04:08    |  |
| 8.  | «Envision»                                                   | 03:59    |  |
| 9.  | «Flickerlight»                                               | 03:46    |  |
| 10. | «Liquid Man»                                                 | 04:16    |  |
| 11. | «Motion»                                                     | 04:41    |  |
| 12. | «You Keep Me Hanging On» (The Supremes cover, bonus track *) | 03:59    |  |

## Sencillos
Dos sencillos fueron lanzados durante este período:
1. "Envision" fue lanzado en 2002. Adjuntó la versión de álbum de "Superdrive", así como el cover de “You Keep Me Hanging On” y una remezcla de "Envision" (Conetik Remix)
2. "Let You Down" fue publicado ese mismo año. El disco contine además una remezcla de la misma canción (Rico Darum & Superdead remix de "Let You Down,"), nuevamente el cover de “You Keep Me Hanging On”, el Man-I-Kin remix de "Universal Race" y el Conetik Remix de "Envision".

## Relanzamiento 2009
En julio de 2009, Metal Mind Productions anunció a la prensa que relanzaría este álbum, lo cual tuvo lugar el 27 de julio. Este disco ha sido digitalemnte remasterizo usando un proceso de 24-Bit en un disco de oro, e incluye 3 bonus tracks "You Keep Me Hangin' On" "Let You Down" (Remix) y "Motion" (Funker Vogt Remix). Esta edición se limitó a sólo 2000 copias. Metalmind

## Miembros
- Liv Kristine Espenæs Krull - voces
- Raymond Istvàn Rohonyi - Voces, electrónica, letras
- Vegard T. Thorsen - Guitarra
- Frank Claussen - Guitarra
- Lorentz Aspen - Teclado
- Hein Frode Hansen - Batería